# Esaidrocannabinolo
L'esaidrocannabinolo (HHC) è un derivato idrogenato del Delta-9-tetraidrocannabinolo (THC). È un cannabinoide presente in natura identificato come traccia componente nella Cannabis sativa, anche se può essere prodotto sinteticamente mediante l'idrogenazione di concentrati di cannabis. L'HHC fu sintetizzato per la prima volta nel 1947 da Roger Adams usando il THC naturale trovato nella Cannabis sativa. L'HHC è tipicamente composto dal Delta-8-THC, o Delta-9-THC. Non ci sono doppi legami nell'anello cicloesile come D8/D9: sono stati rimossi dalla struttura e gli idrogeni sono stati aggiunti al composto. È stato dimostrato che analoghi strutturali simili di HHC si legano al recettore CB1 e producono effetti cannabinoidi negli animali, con l'enantiomero 9β-HHC molto più attivo del 9α-HHC. Mentre è stato dimostrato che l'HHC si lega al recettore CB1, lo fa con un'affinità più debole rispetto al THC, il che è stato tipicamente un'indicazione che non è così inebriante come il tipico THC. Poiché l'HHC si trova naturalmente nella pianta di cannabis, è probabile che gli esseri umani consumino inconsapevolmente piccole quantità di questo cannabinoide da secoli.
L'HHC stesso è stato trovato come sottoprodotto della degradazione del THC in un modo simile al Cannabinolo e al Delta-8-THC che possono essere formati dalla pianta di Cannabis dalla degradazione del Delta-9-THC. La degradazione del Delta-9-THC che forma l'HHC è la riduzione dei doppi legami di carbonio che normalmente costituiscono la posizione dell'isomero delta sulla struttura del THC.
L'esaidrocannabinolo non deve essere confuso con i composti correlati 9-Nor-9β-idrossiesaidrocannabinolo (9-Nor-9Beta-HHC) o 9-idrossiesaidrocannabinolo (9-OH-HHC) o 11-idrossiesaidrocannabinolo (11-OH-HHC e 7-OH -HHC), che a volte sono stati tutti indicati anche come "HHC"